# Diócesis de Rožňava
La diócesis de Rožňava (en latín: Dioecesis Rosnavien(sis) y en eslovaco: Rožňavská diecéza) es una circunscripción eclesiástica latina de la Iglesia católica en Eslovaquia, sufragánea de la arquidiócesis de Košice. La diócesis tiene al obispo Stanislav Stolárik como su ordinario desde el 21 de marzo de 2015.

## Territorio y organización
La diócesis tiene 7753 km² y extiende su jurisdicción sobre los fieles católicos de rito latino residentes en la parte occidental de la región de Košice y la parte oriental de la región de Banská Bystrica. 
La sede de la diócesis se encuentra en la ciudad de Rožňava, en donde se halla la Catedral de la Asunción de la Virgen María.
En 2020 en la diócesis existían 113 parroquias agrupadas en 8 decanatos: Brezno, Rožňava, Hron, Novohrad, Muráň, Malohont, Spiš, Jasovsko-Turniansky.

## Historia
La diócesis fue erigida el 13 de marzo de 1776 con la bula Apostolatus officii del papa Pío VI, obteniendo el territorio de la arquidiócesis de Estrigonia, de la que originalmente era sufragánea.
El 7 de mayo de 1787 cedió nueve parroquias de rito bizantino a la eparquía de Mukácheve.
El 9 de agosto de 1804 pasó a formar parte de la provincia eclesiástica de la arquidiócesis de Eger.
El 2 de septiembre de 1937, como resultado de la bula Ad ecclesiastici del papa Pío XI, se convirtió en una diócesis inmediatamente sujeta a la Santa Sede. La porción de su territorio que cayó bajo territorio de Hungría fue erigida en administración apostólica.
El 30 de diciembre de 1977 pasó a formar parte de la provincia eclesiástica de la arquidiócesis de Trnava. Cambió nuevamente su provincia eclesiástica el 31 de marzo de 1995, con la elevación de Košice a sede metropolitana.
El 14 de febrero de 2008 se amplió para incorporar el decanato de Brezno, que hasta entonces había pertenecido a la diócesis de Banská Bystrica.

## Estadísticas
De acuerdo al Anuario Pontificio 2021 la diócesis tenía a fines de 2020 un total de 208 768 fieles bautizados.
| Año                                                                             | Población            | Población | Población      | Sacerdotes | Sacerdotes    | Sacerdotes    | Bautizados por sacerdote | Diáconos permanentes | Religiosos | Religiosos | Parroquias |
| Año                                                                             | Bautizados católicos | Total     | % de católicos | Total      | Clero secular | Clero regular | Bautizados por sacerdote | Diáconos permanentes | Varones    | Mujeres    | Parroquias |
| ------------------------------------------------------------------------------- | -------------------- | --------- | -------------- | ---------- | ------------- | ------------- | ------------------------ | -------------------- | ---------- | ---------- | ---------- |
| 1949                                                                            | 167 338              | 313 695   | 53.3           | 136        | 115           | 21            | 1230                     |                      | 28         | 192        | 88         |
| 1969                                                                            | 206 924              | 331 174   | 62.5           | 89         | 81            | 8             | 2324                     |                      | 8          | 173        | 81         |
| 1980                                                                            | 205 744              | 356 905   | 57.6           | 86         | 74            | 12            | 2392                     |                      | 12         | 138        | 87         |
| 1990                                                                            | 183 533              | 328 144   | 55.9           | 89         | 79            | 10            | 2062                     |                      | 10         | 80         | 87         |
| 1999                                                                            | 171 620              | 338 750   | 50.7           | 127        | 94            | 33            | 1351                     |                      | 53         | 134        | 92         |
| 2000                                                                            | 172 950              | 341 100   | 50.7           | 131        | 94            | 37            | 1320                     |                      | 56         | 138        | 93         |
| 2001                                                                            | 173 644              | 342 159   | 50.7           | 120        | 83            | 37            | 1447                     |                      | 57         | 98         | 94         |
| 2002                                                                            | 197 737              | 350 981   | 56.3           | 122        | 82            | 40            | 1620                     |                      | 64         | 121        | 94         |
| 2003                                                                            | 198 910              | 351 836   | 56.5           | 125        | 81            | 44            | 1591                     |                      | 68         | 114        | 94         |
| 2004                                                                            | 199 175              | 343 352   | 58.0           | 143        | 96            | 47            | 1392                     |                      | 53         | 112        | 94         |
| 2010                                                                            | 227 511              | 390 177   | 58.3           | 153        | 132           | 21            | 1487                     |                      | 26         | 72         | 111        |
| 2014                                                                            | 205 431              | 390 584   | 52.6           | 120        | 97            | 23            | 1711                     | 1                    | 23         | 72         | 112        |
| 2017                                                                            | 205 792              | 385 929   | 53.3           | 119        | 96            | 23            | 1729                     | 1                    | 24         | 63         | 113        |
| 2020                                                                            | 208 768              | 385 929   | 53.3           | 119        | 96            | 23            | 1729                     | 1                    | 24         | 63         | 113        |
| Fuente: Catholic-Hierarchy, que a su vez toma los datos del Anuario Pontificio. |                      |           |                |            |               |               |                          |                      |            |            |            |

## Episcopologio
- Anton Révay † (16 de septiembre de 1776-18 de septiembre de 1780 nombrado obispo de Nitra)
- Anton Andrássy † (18 de septiembre de 1780-12 o 16 de noviembre de 1799 falleció)
- František Szányi † (23 de diciembre de 1801-1810 falleció)
  - Sede vacante (1810-1814)
- Ladislav Eszterházy † (26 de septiembre de 1814-11 de septiembre de 1824 falleció)
- František Lajčák † (1825-17 de septiembre de 1827 nombrado obispo de Oradea)
- Ján Krstiteľ Scitovský † (21 de enero de 1828-18 de febrero de 1839 nombrado obispo de Pécs)
- Dominik Zichy † (14 de diciembre de 1840-23 de mayo de 1842 nombrado obispo de Veszprém)
  - Sede vacante (1842-1845)
- Vojtech Bartakovič † (20 de enero de 1845-30 de septiembre de 1850 nombrado arzobispo de Eger)
- Štefan Kollárčik † (30 de septiembre de 1850-18 de julio de 1869 falleció)
  - Sede vacante (1869-1872)
- Juraj Schopper † (17 de enero de 1872-10 de abril de 1895 falleció)
- Ján Ivánkovič † (3 de diciembre de 1896-5 de octubre de 1904 renunció[5])
- Lajos Balás † (17 de octubre de 1905-18 de septiembre de 1920 falleció)
  - Sede vacante (1920-1939)
  - Jozef Čársky (30 de marzo de 1925-12 de noviembre de 1925 nombrado obispo de Košice) (administrador apostólico)
- Michal Bubnič † (19 de julio de 1939[6] -22 de febrero de 1945 falleció)
  - Sede vacante (1945-1990)
  - Robert Pobožný † (25 de julio de 1949-9 de junio de 1972 falleció) (administrador apostólico)
- Eduard Kojnok † (14 de febrero de 1990-27 de diciembre de 2008 retirado)
- Vladimír Filo † (27 de diciembre de 2008-21 de marzo de 2015 retirado)
- Stanislav Stolárik, desde el 21 de marzo de 2015